# Andrei Teteriuk
Andrei Teteriuk (en rus: Андрей Тетерюк) (Almati, 4 de maig de 1969) va ser un ciclista kazakh que va competir també amb la Unió Soviètica. Del seu palmarès destaca el campionat nacional en ruta i una medalla d'or als Jocs Asiàtics.
Un cop retirat s'ha dedicat a la direcció de diferents equips.

## Palmarès
- 1987
  - Vencedor d'una etapa a la Volta a Colòmbia
  - Vencedor d'una etapa a la Volta a Cuba
- 1988
  -  Campió de la Unió Soviètica en contrarellotge
  -  Campió de la Unió Soviètica en curses per etapes
- 1989
  - 1r al Girobio
  - Vencedor d'una etapa a la Volta a Eslovàquia
  - Vencedor d'una etapa a la Volta a Cuba
- 1991
  - 1r al Duo Normand amb Viatxeslav Djavanian
- 1992
  - 1r a la Milà-Vignola
  - Vencedor d'una etapa al Kellogg's Tour
- 1993
  - Vencedor d'una etapa a la Setmana Ciclista Llombarda
- 1996
  - 1r al Giro del Friül
- 1997
  - Vencedor d'una etapa al Critèrium del Dauphiné
- 1999
  -  Campió del Kazakhstan en ruta
  - Vencedor d'una etapa a la Setmana Ciclista Llombarda
- 2000
  - 1r a la Volta a Galícia i vencedor d'una etapa
- 2001
  - Vencedor d'una etapa al Gran Premi del Midi Libre
- 2002
  - Medalla d'or als Jocs Asiàtics en ruta
  - Vencedor d'una etapa al Gran Premi Mosqueteiros-Rota do Marquês
  - Vencedor d'una etapa a la Setmana Ciclista Llombarda

### Resultats al Giro d'Itàlia
- 1993. 83è de la classificació general
- 1994. 78è de la classificació general
- 1995. 24è de la classificació general
- 1996. 13è de la classificació general
- 1999. 22è de la classificació general

### Resultats a la Volta a Espanya
- 1992. Abandona
- 1993. 104è de la classificació general
- 1998. Abandona
- 1999. 50è de la classificació general
- 2000. 43è de la classificació general

### Resultats al Tour de França
- 1997. No surt (12a etapa)
- 1998. 20è de la classificació general